# 中山市濠头中学
中山市濠头中学是广东省中山市一所公办全日制完全中学。

## 学校概况
濠头中学位于中山市孙文东路丽港城背后（火炬开发区濠头村内），现占地面积150余亩，面积10万平方米，在校学生近三千人，设初中部和高中部。
公办全日制完全中学、广东省国家级示范性高中、广东省一级学校、中山市一级学校、中山市直属高中、区内唯一一所普通高中及完全中学
校训：立志勤学 务实求真 
原址位于濠头郑氏大宗祠，1997年迁至现址。是本市创办较早的四所中学之一，享有“兴学在先”之誉。
现任校长：蒋晓敏（2014-）
2004年通过“中山市一级学校”验收。
2006年通过“广东省一级学校”验收。
2013年通过“广东省全国示范性普通高级中学”验收
2014年9月升格为中山市直属高中，原中山纪念中学副校长蒋晓敏调任濠头中学校长，原濠头中学校长陈海鸥调任中山市华侨中学副校长。

## 历史沿革
濠头中学始创于民国三十三年八月（1944年）原为私立“中山县五峰中学”，首任校长郑东生。

1953年，“中山县第四区中学”并入更名为“中山县第四初级中学”校址设于濠头；（注1）

1958年，更名为“中山县濠头中学”，增设高中班；

1961年，撤销高中班，1968年复办高中班；

1981年，高中部改为职业技术高中，1996年复办普通高中；

1983年，中山撤县建市（县级）后易名为“中山市濠头中学”至今；

2004年7月，濠头中学高中部改为中山市直属高中，初中部留给火炬开发管理并更名中山火炬开发区第二中学，校址设于濠头四村。
注1：
1945年“云衢中学”更名为“中山县第四区第二中学”；
1947年，“中山县第四区第一中学”与“中山县第四区第二中学”合并更名为“中山县第四区中学”校址设于张家边。

## 学制、生源
三年制初级中学：按九年义务教育阶段就近入学原则招生；
三年制普通高级中学：面向中山市统一招生，部分自主招生（自主招收部分专业特长生）。